# Hedwig Catharina von Krogh
Hedwig "Hedchen" Catharina von Krogh, gift Lerche (3. februar 1739 i Flahammer – 6. oktober 1818 i København) var en dansk adelsdame.
Hun var datter af general Georg Frederik von Krogh (1687-1768) og Hedevig Augusta Brüggemann (1707-1740).
11. maj 1764 ægtede hun i Rostock Georg Flemming Lerche (9. februar 1735 - 23. oktober 1804). Parret fik tretten børn, hvoraf kun fem nåede voksenalderen, heriblandt: Christian Cornelius Lerche, Georg Flemming Lerche og Carl Georg Frederik Lerche.
I 1769 blev hun Dame de l'union parfaite.
Hun er begravet på Assistens Kirkegård.